# Franco Del Prete
Franco Del Prete (Frattamaggiore, Italia, 5 de noviembre de 1943 - Nápoles, Italia, 13 de febrero de 2020) fue un baterista y letrista italiano.

## Biografía
Músico perteneciente a la escena del Neapolitan Power, debutó con su banda Showmen en la primera mitad de los años 1960. Showmen ganó la kermés Cantagiro en 1968 con una versión rhythm & blues de la canción Un'ora sola ti vorrei y participó en el Festival de Sanremo el año siguiente con Tu sei bella come sei.
Con su amigo James Senese, Del Prete refundó la vieja banda con el nombre de Showmen 2, tras la despedida de Mario Musella; en 1975, los dos formaron Napoli Centrale. El sonido se inspiraba en los nuevos cánones del jazz rock, mientras que las letras en napolitano contaban historias proletarias, como en el caso de Campagna, el primer sencillo de la banda. Pino Daniele fue contratado como bajista poco antes de su debut en solitario. A principios de los años 1980, Del Prete se unió a la agrupación Ascenn (compuesta por el mismo Franco Del Prete, Carlo Senatore, Elia Rosa, Alfonso Adinolfi, Peppe Sannino y Umberto Ierbolino). Además, en 1980, Del Prete colaboró con Gino Paoli, participando como batería en la grabación del álbum Ha tutte le carte in regola.
En 1991, participó de nuevo en el Festival de Sanremo, esta vez acompañando a Eduardo De Crescenzo, para quien escribió la letra de La música va y todos los temas del álbum Cante jondo. De 1994 a 1997 escribió tres discos para Sal Da Vinci, en los que también tocó. En 2001, volvió por tercera vez a Sanremo escribiendo, junto a Marcello Vitale, la canción Pioverà cantada por Peppino di Capri. También escribió canciones para otros artistas como Lucio Dalla, Raiz, 'O Zulù, Tullio De Piscopo, Peppe Barra, Enzo Avitabile y muchos otros.
En 2006 fundó Sud Express, también trabajando junto a Enzo Gragnaniello. En 2009 y 2014 participó en dos discos el proyecto benéfico Reggae 4 Shashamene. En 2016, Del Prete reanudó su colaboración con James Senese, escribiendo letras y grabando pistas de batería para el nuevo álbum de Napoli Centrale,  'O sanghe.
Franco Del Prete murió en Nápoles a los 76 años, tras luchar contra el cáncer.

## Discografía parcial

### The Showmen
- 1969 - The Showmen

### The Showmen 2
- 1972 - The Showmen 2

### Napoli Centrale
- 1975 - Napoli Centrale
- 1976 - Mattanza
- 1978 - Qualcosa ca nu' mmore
- 2001 - Zitte! Sta venenn' 'o mammone
- 2016 -  'O sanghe

### Sud Express
- 2009 - L'ultimo Apache
- 2018 - La chiave

### Colaboraciones
- 1980 - Ha tutte le carte in regola, con Gino Paoli
- 1991 - Cante jondo, con Eduardo De Crescenzo
- 1993 - Danza danza, con Eduardo De Crescenzo
- 1994 - Sal da Vinci, con Sal Da Vinci
- 1996 - Un po' di noi, con Sal Da Vinci
- 1998 - Solo, con Sal Da Vinci
- 2001 - Fase 3, con Sal Da Vinci, con Peppino di Capri
- 2011 - Radice, con Enzo Gragnaniello & Sud Express